# Philipstown (États-Unis)
Philipstown est une ville du comté de Putnam dans l'État de New York aux États-Unis. Au recensement de 2010 la population était de 9 662 habitants.